# Agostino Verani
Agostino Maria Verani (Torino, 19 ottobre 1738 – Torino, 15 febbraio 1813) è stato un pittore italiano.

## Biografia
Quarto figlio di un avvocato torinese, dal 1759 al 1764 fu posto alla scuola del grande pittore di corte Claudio Francesco Beaumont. A Chieri nel 1769 dipinse 24 ovali per la chiesa di San Giorgio. Nel 1773-75 Agostino dipinse 14 grandi tele (Dodici apostoli, Salvator Mundi, Mater Dei) nella chiesa di San Giovanni Vincenzo a Sant'Ambrogio di Torino, in Val di Susa. Negli stessi anni 73-76 il Verani lavorò nel Palazzo Reale di Torino, per cui il critico Giorgio Vanetti lo considera "attivo nella seconda metà del XVIII secolo alla corte di Vittorio Amedeo III". Il quadro del Martirio dei Quattro Santi Coronati, dipinto nel 1794 per la Cappella della Compagnia di San Luca del Duomo di Torino mostra, secondo Arabella Cifani e Franco Monetti "l'evoluzione del Verani verso un moderato neoclassicismo".
Operò in diverse parti del Piemonte, ma la sua committenza si ridusse con l'invasione napoleonica. Agostino tenne scuola di pittura a Torino dal 1798 sino alla morte. A lui sono talvolta attribuite opere del figlio Giuseppe, che firmava col solo cognome. Per questo motivo molte fonti, fra cui il Benezit, lo ritengono vivente sino al 1819.